# برايان وليامز (لاعب كرة قاعدة)
برايان وليامز (بالإنجليزية: Brian Williams)‏ هو لاعب كرة قاعدة أمريكي، ولد في 15 فبراير 1969 في لانكستر في الولايات المتحدة.

## وصلات خارجية
- برايان وليامز على موقع الدوري الياباني لكرة القاعدة (الإنجليزية)
- برايان وليامز على موقعبيزبول رفرنس.كوم (الدوري الرئيسي) (الإنجليزية)
- برايان وليامز على موقع إي إس بي إن.كوم (أم.أل.بي) (الإنجليزية)
- برايان وليامز على موقع مشجعي الرسوم البيانية (الإنجليزية)